# قميص (جدار)

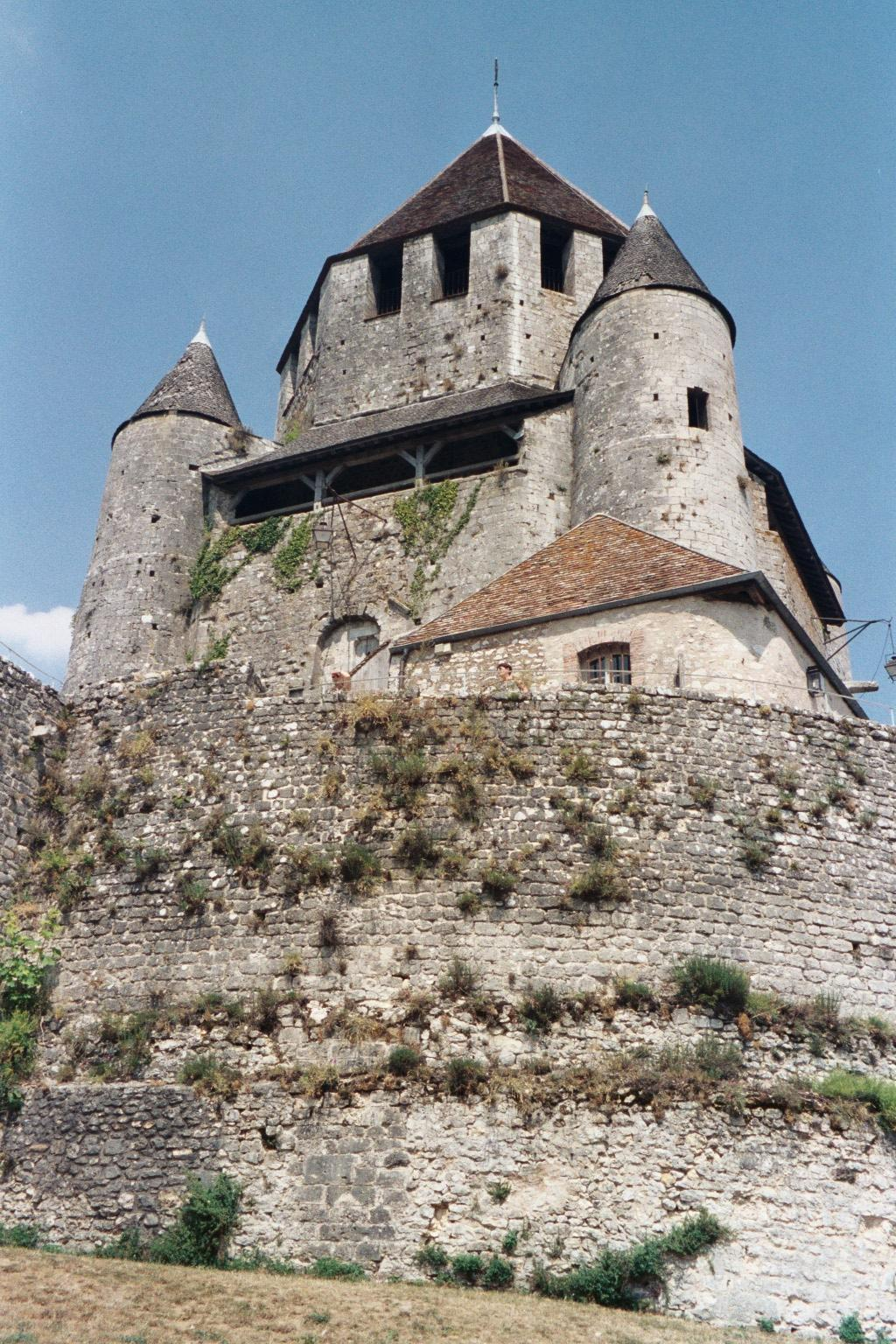
الحصن في بروفين محاط بجدار منخفض.

القميص في قلاع العصور الوسطى هو جدار منخفض يحيط بالحصن، ويحمي قاعدة البرج. المصطلحات البديلة الأكثر شيوعاً في اللغة الإنجليزية هي جدار الستارة أو جدار المئزر.